# Joey Graceffa
Joseph "Joey" Michael Graceffa (Marlborough, Massachusetts, 1991. május 16. –) amerikai színész, író, producer, énekes és youtuber. Két YouTube-csatornájának, JoeyGraceffa és Joey Graceffa összesen több mint 1 900 000 000 megtekintése van. Versenyzőként szerepelt a The Amazing Race amerikai tv-sorozat 22. és 24. évadában. 2013-ban feltűnt a Hazug csajok társasága című sorozatban. Kapcsolatban él Daniel Predával.

## Fiatalkora
A massachusettsi Marlboroughben született, Debbie Connor és Joe Graceffa fiaként. Két testvére van, a nővérét Nicole-nak, féltestvérét Jett-nek hívják. 2009-ben végzett a Marlborough High Schoolon.

## Karrierje

### 2009-13: YouTube-os sikere és a The Amazing Race
17 éves korában Graceffa elkezdett videókat feltölteni a YouTube-ra egy "WinterSpringPro" néven ismert csatornára, akkori osztálytársaival és egy barátjával Brittany Joyal-al. 2009-ben kezdett el videókat feltölteni a saját csatornájára, melyet JoeyGraceffa-nak hívnak. 2013-ban csatlakozott a "StyleHaul" YouTube hálózathoz. Naponta tölt fel vlog videókat csatornájára. 2016 januárjában elérte az 5 millió feliratkozó számot és körülbelül 700 millió megtekintést a fő YouTube csatornáján. A második YouTube csatornáján, mely játékokkal foglalkozik, több mint 2 millió feliratkozója, és hozzátevőlegesen 200 millió megtekintése van. Összesen majd' 2 milliárd megtekintéssel rendelkezik. Emellett 4 millió Twitter és 5.6 millió instagram követője van.
2013-ban Graceffa és Meghan Camarena, versenyzők voltak a The Amazing Race-ben. Graceffa egy interjúban elmondta: "Sok rossz alkalom volt, de végül is egész jó volt. Egy nagyszerű élmény volt, és szeretném újra megcsinálni."

### 2014-napjainkig: Filmek és a valódi élet
2013 végén, 2014 elején, Graceffa elindított saját internetes sorozatát, melyet Storytellers-nek, azaz Mesemondók-nak nevezett el. 2014-ben elkezdte saját kisfilmjét, az Eon-t. Graceffát két díjra is jelölték, köztük a 2014-es Teen Choice Awardsra.
2015 május 16-án megjelent zenéje, és vele együtt videóklipje, a "Don't Wait". A videó végén Graceffa, hercegnek öltözve, megcsókol egy másik hercegnek öltözött férfit. 2016 márciusában a videónak több mint 18 millió megtekintése volt. Graceffa 2015 május 18-án vállalta fel homoszexualitását a YouTube-on. Elmondása szerint azért várt ilyen sokáig az online coming out-tal, mert "sokat hezitáltam hogy coming out-oljak -e online, mert a városban ahol felnőttem, nem volt elfogadott melegnek lenni, lenézték miatta az embert". Azt is mondta, hogy "Kifejezetten nagyobb nyitottságot és szabadságot érzek magam iránt, és véleményem szerint sok más embert is inspirál, hogy coming out-oljanak a barátaiknak és családjuknak.

## Filmográfiája

### Filmek
| Év              | Film    | Szerep                                                   | Egyéb |
| --------------- | ------- | -------------------------------------------------------- | ----- |
| 2014            |         |                                                          |       |
| Eon             | Drifter | Short film; also served as producer                      |       |
| Ethereal        | Zane    | Short film; also served as executive producer            |       |
| Haunting Ian    | Ian     | Short film; also served as writer and executive producer |       |
| "Story Tellers" | Hunter  | Mini-series;                                             |       |
| Absolute Peril  | Jake    | Filming                                                  |       |

### TV műsorok
| Év       | Film                | Szerep | Egyéb                                     |
| -------- | ------------------- | ------ | ----------------------------------------- |
| 2013– 14 | The Amazing Race    | Önmaga | 22. évad (10 epizód), 24. évad (3 epizód) |
| 2015     | Huge on the Tube    | Önmaga | Episode: "Joey Graceffa"                  |
| 2015     | Influencer Journeys | Önmaga |                                           |

### Web
| Év              | Film                     | Szerep            | Egyéb                                                                         |
| --------------- | ------------------------ | ----------------- | ----------------------------------------------------------------------------- |
| 2012–napjainkig | BlackBoxTV               | Hotel Employee #2 | Episode: Silverwood: The Perfect Night                                        |
| 2012–napjainkig | BlackBoxTV               | Adrian White      | Episode: Zombie                                                               |
| 2012–napjainkig | BlackBoxTV               | Not announced     | Episode: The Babysitter                                                       |
| 2012–napjainkig | BlackBoxTV               | Aaron             | Episode: The Fourth Door                                                      |
| 2013– 14        | MyMusic                  | Vampire Temp      | Recurring role; 6 episodes                                                    |
| 2013–napjainkig | Storytellers             | Hunter Crowley    | Streamy Award for Best Actor in A Drama Jelölés—Streamy Award – Legjobb dráma |
| 2015            | Fight of the Living Dead | Önmaga            | Epizód: "Pilot"                                                               |

## Diszkográfia

### Közreműködő előadó
- Panem's Best (2012)
- Good Songs (2014)

### Egyedüli előadó
| Év   | Zene                                                                      | Ref.   |
| ---- | ------------------------------------------------------------------------- | ------ |
| 2012 | "We Are Never Ever Getting Back Together" (solo vagy duet Luke Conarddal) | [ 16 ] |
| 2013 | "Kiss You" (solo vagy duet Luke Conarddal)                                | [ 17 ] |
| 2013 | "Anna Sun"                                                                | [ 18 ] |
| 2013 | "Story of My Life" ( Luke Conarddal)                                      | [ 19 ] |
| 2014 | "Collar Full                                                              |        |
| 2014 | "Silver Lining"                                                           | [ 21 ] |
| 2015 | "Don't Wait"                                                              | [ 22 ] |

## Magánélete
2016 február 14-én Graceffa megerősítette, hogy kapcsolatban él Daniel Preda-val. Los Angelesben, Kaliforniában él, Preda-val és két husky kutyájukkal, Wolffal és Stormmal.

## Díjak és jelölések
| Év   | Jelölés            | Díj                                                     | Eredmény |
| ---- | ------------------ | ------------------------------------------------------- | -------- |
| 2014 | Teen Choice Awards | Teen Choice Award for Choice Web Star: Férfi            | Jelölve  |
| 2014 | Teen Choice Awards | Teen Choice Award for Choice Web Star: Gaming           | Jelölve  |
| 2014 | Streamy Awards     | Best Male Actor in a Dramatic Web Series – Storytellers | Elnyerte |
| 2014 | Streamy Awards     | Best Drama Series – Storytellers                        | Jelölve  |
| 2015 | Teen Choice Awards | Teen Choice Award for Choice Web Star: Male             | Jelölve  |
| 2015 | Streamy Awards     | Best Lifestyle Series                                   | Jelölve  |